# Руска ћирилица
Руска ћирилица (рус. Гражданский шрифт) је модификација ћириличног писма коју је увео руски цар Петар Велики у периоду од 1708. до 1710. године. изглед руских књига западноевропским књигама тог времена, дакле, ранобарокне француско-италијанске антике.
У јануару 1707, према нацрту који је вероватно направио сам Петар Велики.